# Могилевщина (село)
Могилевщина (укр. Могилівщина) — село,
Пирятинский городской совет,
Пирятинский район,
Полтавская область,
Украина.
Код КОАТУУ — 5323880103. Население по переписи 2001 года составляло 21 человек.
Село указано на трехверстовке Полтавской области. Военно-топографическая карта.1869 года как хутор Могилевича
Приписано к церкви Рождества Богордицы в Пирятине

## Географическое положение
Село Могилевщина находится в 2-х км от села Ровное, в 2,5 км от города Пирятин и села Александровка.
Через село проходит автомобильная дорога М-03.

## История
- В 2016 году село было присоединино к Пирятинскому городскому совету[4].